# 郡山駅東ショッピングセンター
郡山駅東ショッピングセンター（こおりやまえきひがしショッピングセンター）とは、福島県郡山市にある複合型商業施設である。

## 概要
元々は福島交通が所有していたゴルフ練習所であったが、そのうちの半分が星総合病院（2013年に郡山市大町から移転）が、残り半分をサンシティが取得し開発した。現在は不動産投資会社ニューシティコーポレーションの所有。

## 年表
- 2006年（平成18年）12月16日 - ラウンドワン、かっぱ寿司等の一部テナントが先行オープン。
- 2007年（平成19年）1月19日 - ドン・キホーテ、ツルハ等の残りの未開業テナントがオープン。
- 2007年（平成19年）3月23日 - サンシティからニューシティコーポレーションへの売却が発表される[1]。

## 主なテナント
当商業施設では、建物が地上6階建1棟（下の(2)）、2階建1棟（下の(1)）、平屋建5棟（下の(3)〜(7)）の合わせて7棟建てられている。
- (1) 福島県郡山市向河原町4-40
  - ドン・キホーテ[4]郡山東店[5]（ディスカウントストア） 10:00-翌3:00
  - 郡山湯処まねきの湯[4][6]（スーパー銭湯）7:00-翌1:00
  - ツルハドラッグ[4]郡山駅東店[7]（ドラッグストア） - かつて存在した郡山東ショッピングセンター店と同じ場所に再出店。出入り口は星総合病院側（西側）に変更となり、店舗面積も初代の店舗より狭くなっている。
  - 日本調剤[4]郡山薬局[8]
  - ソフトバンク郡山駅東[4][9]
- (2) 福島県郡山市向河原町4-55
  - ラウンドワン[4]スタジアム郡山店[10]（ボウリング・ゲームセンター） 10:00-翌6:00
- (3) 福島県郡山市向河原町4−58
  - 牛角[11][注釈 1]
- (4) 福島県郡山市向河原町4-60
  - かっぱ寿司[4]郡山東SC店[13]（回転寿司） 11:00-23:00
- (5) 福島県郡山市向河原町4-61
  - マクドナルド[4]郡山東ショッピングセンター店[14]（ファーストフード） 7:00-23:00
- (6) 福島県郡山市向河原町4-63
  - 幸楽苑[4]郡山東店[15]（ラーメン） 11:00 - 翌2:00
- (7) 福島県郡山市向河原町4-68
  - 魚民[4][16]（居酒屋）
- 福島県郡山市向河原町163-1[注釈 2]
  - 美容プラージュ[4][18]（美容室） 8:30-19:00
  - 理容プラージュ[4][19]（理容室） 8:00-19:30
  - WEGO[4]郡山店[20]（洋服類セレクトショップ）11:00 - 21:00

### 過去のテナント
- ヒーリングスパリフレ（健康ランド） 長期休業のまま閉店し現在は同業種のまねきの湯が入居
- ツルハドラッグ郡山東ショッピングセンター店（ドラッグストア・初代）2008年10月閉店。
- 伊予製麺郡山店（セルフ式うどん） - 現在は美容/理容プラージュへ転換。
- タイヤ館（カー用品）郡山東店[21][22]
- TBC（エステティックサロン）[23][24]

## 周辺
- 星総合病院
- 郡山駅
- シュープラザ
- ドトールコーヒーショップエッソ郡山美術館通り店
- ガスト郡山向河原店
- デニーズ郡山東口店
- ヨークベニマル横塚店
- マツモトキヨシ郡山横塚店